# Изтлеуов, Касымтай
Касымтай Изтлеуов (1908 год, село Айдар — 1989 год, место смерти неизвестно) — тракторист Акжарской МТС Кзыл-Ординской области, Казахская ССР. Герой Социалистического Труда (1957).

## Биография
Родился в 1908 году на территории современного Кармакшинского района. С 1937 года трудился в колхозе «Акбел» Кармакшинского района. После окончания курсов механизации работал трактористом, бригадиром тракторной бригады в Акжарской МТС. Участвовал в Великой Отечественной войне. После демобилизации возвратился в Казахстан и продолжил работать трактористом в Акжарской МТС. Зимой 1951 года в результате несчастного случая лишился двух ног. После долгих тренировок и реабилитации продолжил работать трактористом. Был назначен бригадиром тракторной бригады.
В 1956 году стал победителем социалистического соревнования и был награждён Почётной Грамотой Президиума Верховного Совета Казахской ССР.
Указом Президиума Верховного Совета СССР от 11 января 1957 года за особо выдающиеся успехи, достигнутые в работе по освоению целинных и залежных земель, и получение высокого урожая удостоен звания Героя Социалистического Труда с вручением ордена Ленина и золотой медали «Серп и Молот».